# Peter Weidhaas

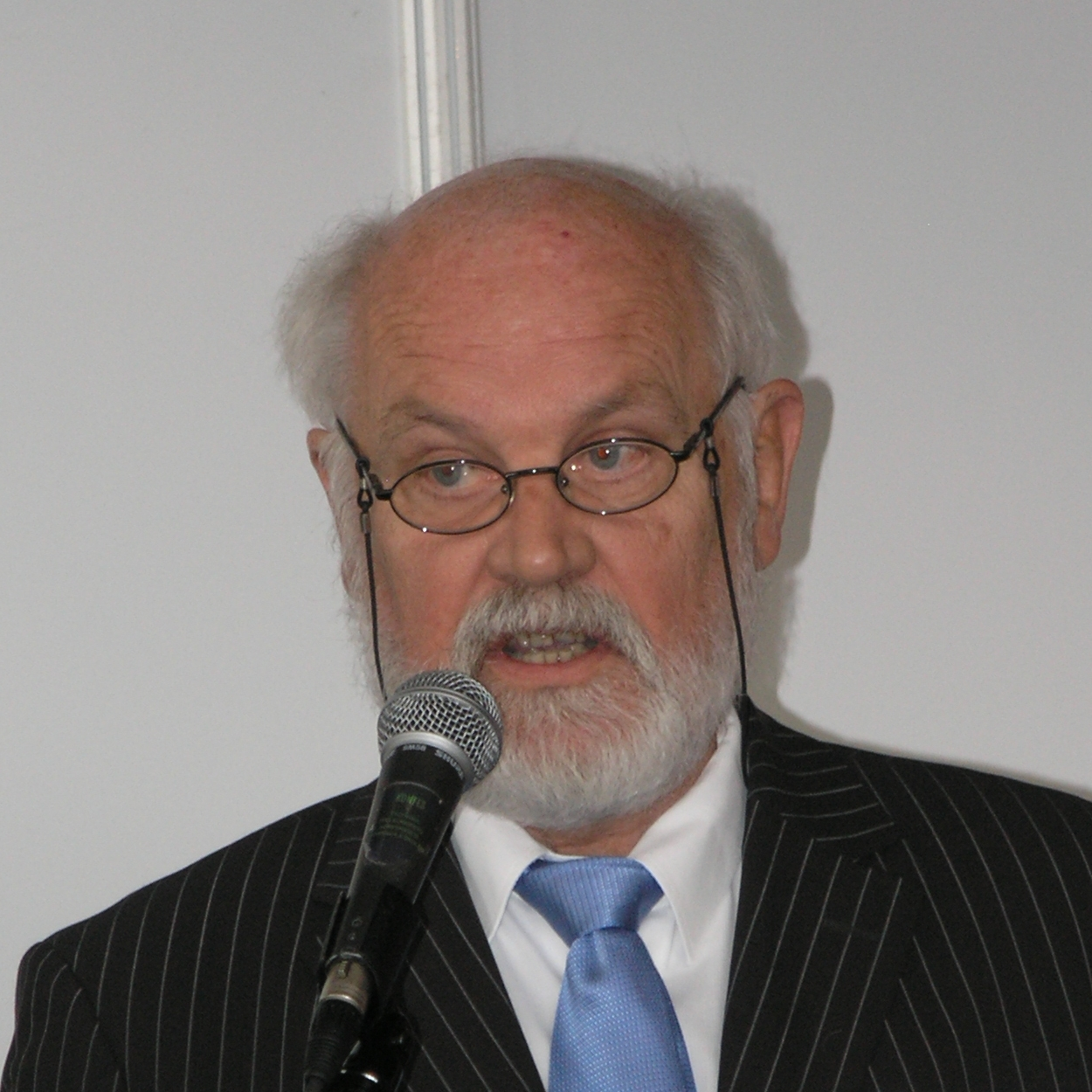
Peter Weidhaas (2009)

Peter Weidhaas (* 25. Februar 1938 in Berlin; † 6. November 2024) war ein deutscher Buchhändler und Manager; rund 25 Jahre lang war er Leiter der Frankfurter Buchmesse.

## Leben
Weidhaas lernte Buchhändler und war Buchhersteller beim Thieme-Verlag in Stuttgart. Zeitweise absolvierte er Reisen als Tramp durch Europa und hielt sich in Dänemark auf, wo er auch arbeitete. 1968 trat er in die Ausstellungs- und Messe GmbH des Börsenvereins des deutschen Buchhandels ein, die die Frankfurter Buchmesse organisiert. Seine Aufgabe dort war zunächst, deutsche Buchausstellungen im Ausland zu organisieren. Von 1975 bis 2000 war Weidhaas Leiter der Frankfurter Buchmesse. Im Jahr 2000 wurde er mit 62 Jahren pensioniert. Er war im Jahr 1980 Mitinitiator der Gründung der „Gesellschaft zur Förderung der Literatur aus Afrika, Asien und Lateinamerika“.
Er verfasste zwei Bände mit Erinnerungen und eine Geschichte der Frankfurter Buchmesse.

## Veröffentlichungen (Auswahl)
- Und schrieb meinen Zorn in den Staub der Regale : Jugendjahre eines Kulturmanagers, Peter Hammer-Verlag, Wuppertal 1997, ISBN 3-87294-778-8, (Übersetzungen ins Spanische, Polnische, Russische, Chinesische, Taiwanesische, Ungarische und Griechische)
- Und kam in die Welt der Büchermenschen. Erinnerungen. Links, Berlin 2007, ISBN 978-3-86153-458-7 (Übersetzungen ins Englische, Chinesische, Taiwanesische)
- Zur Geschichte der Frankfurter Buchmesse. Suhrkamp, Frankfurt am Main 2004, ISBN 3-518-45538-9 (Übersetzungen ins Spanische, Chinesische, Taiwanesische, Englische und Ungarische)
- Das Zimmer der verlorenen Freunde, Wallstein Verlag, Göttingen 2017, ISBN 978-3-8353-3020-7.